# Stor-Skällträsket
Stor-Skällträsket är en sjö i Piteå kommun i Norrbotten och ingår i Byskeälvens huvudavrinningsområde. Sjön har en area på 0,244 kvadratkilometer och ligger 357 meter över havet.

## Delavrinningsområde
Stor-Skällträsket ingår i det delavrinningsområde (726803-170293) som SMHI kallar för Utloppet av Inre Långträsket. Medelhöjden är 351 meter över havet och ytan är 24,66 kvadratkilometer. Räknas de 2 avrinningsområdena uppströms in blir den ackumulerade arean 69,42 kvadratkilometer. Långträskån som avvattnar avrinningsområdet har biflödesordning 2, vilket innebär att vattnet flödar genom totalt 2 vattendrag innan det når havet efter 105 kilometer. Avrinningsområdet består mestadels av skog (95 procent). Avrinningsområdet har 0,89 kvadratkilometer vattenytor vilket ger det en sjöprocent på 3,6 procent.